# Fru Sigrid
Fru Sigrid ska enligt källorna vara den person som donerade Varnhem till munkar från Cisterciensorden. I donationen ingick förutom storgården med dess mark och skog, även en gårdskyrka.
Fru Sigrid tros ha varit släkt med den dåvarande drottningen, Kristina Björnsdotter, gift med kung Erik den helige. Detta eftersom drottning Kristina gjorde anspråk på Varnhem som sitt arv, sedan Fru Sigrid dött. Kristina ska ha trakasserat munkarna så i den milda grad att munkarna valde att flytta till Danmark och där skapa Vitskøl kloster.
Eftersom Kristina var dotterdotter till kung Inge den äldre, tros även Sigrid tillhöra den Stenkilska ätten.
Vem Fru Sigrid var är det ingen som riktigt vet. Man tror att Fru Sigrid var änka, eftersom hon annars inte haft makt att skänka bort ett sådant stort gods i sitt eget namn. Det finns också en teori om att Fru Sigrid varit gift med en riddare, eftersom man endast då fick bära titeln Fru.
Sedan 2005 pågår utgrävningar av Fru Sigrids gårdskyrka i Varnhem. Ovanför utgrävningarna finns sedan 2017 en överbyggnad, döpt till Kata gård efter kvinnan som sannolikt styrde gården på 1000-talet.

## Fiktion
- I Jan Guillous roman-trilogi om Arn Magnusson är Fru Sigrid mor till Arn Magnusson. Hon spelas i filmen Arn - Tempelriddaren av Mirja Turestedt.